# Collision entre les satellites Iridium-33 et Kosmos-2251

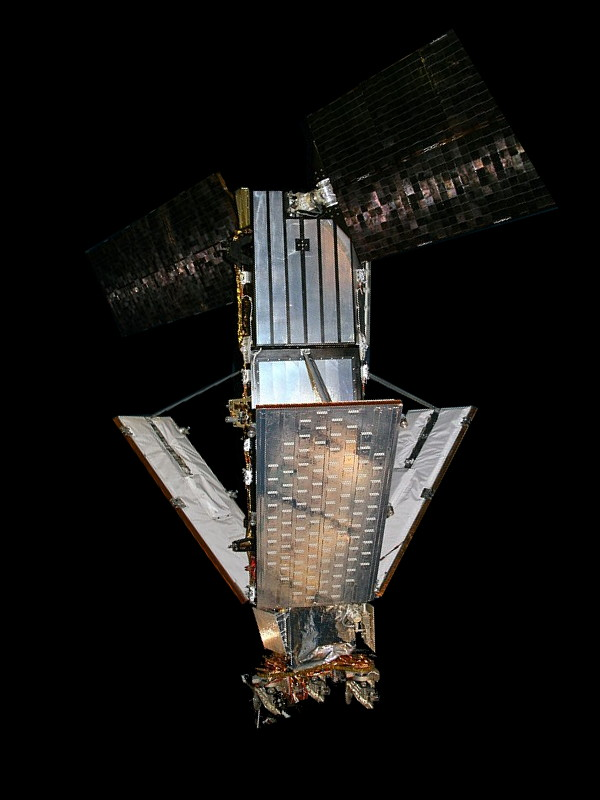
Réplique d'un satellite Iridium.

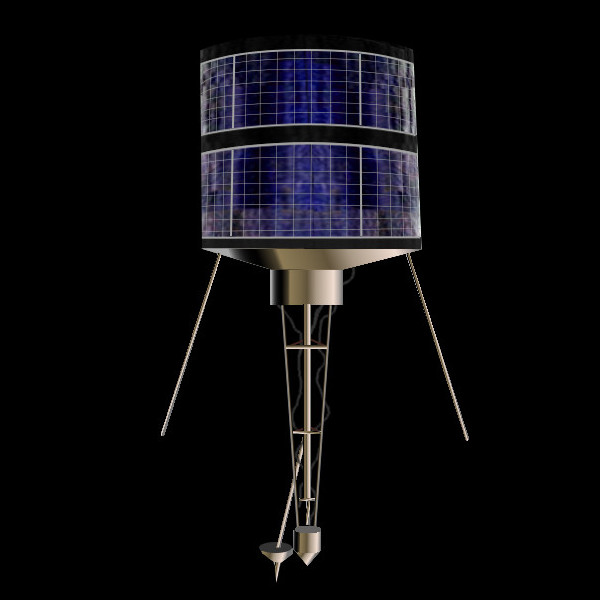
Représentation d'un satellite Strela-2M.

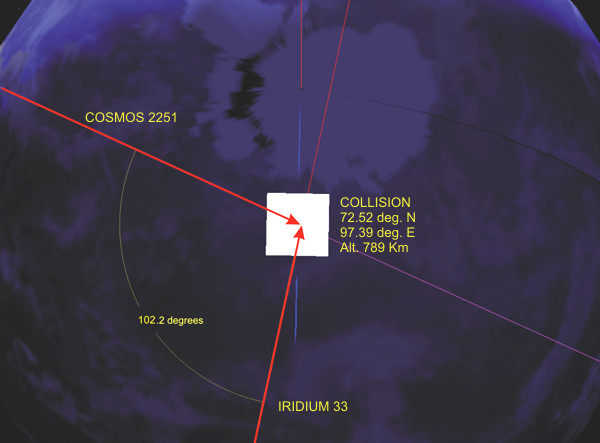
Schéma de la collision

La collision entre les satellites Iridium-33 et Kosmos-2251 a eu lieu le 10 février 2009 à 16 h 56 TU à 776 kilomètres au-dessus de la péninsule de Taïmyr en Sibérie. Cette collision impliquait le satellite commercial Iridium 33 (560 kg), de l'entreprise Iridium spécialisée dans la téléphonie par satellite, et le satellite Kosmos-2251 (900 kg), un satellite de télécommunications militaires russe de type Strela-2M retiré du service. C'est le premier événement répertorié de ce type.

## Accident et conséquences
La vitesse de collision est estimée à 11,6 km/s sur des trajectoires perpendiculaires. Un nombre important de débris spatiaux, environ 600, a été produit lors de l'impact.
Pourtant, la probabilité d'une telle rencontre brutale est extrêmement faible d'après les spécialistes de Thales Alenia Space, second constructeur européen de satellites.
D'habitude, le Norad prévoit ce genre d'incident et prévient les opérateurs de satellites, Boeing en l'occurrence pour Iridium, qui peuvent faire manœuvrer le satellite pour éviter la collision. Ainsi, cette organisation fait manœuvrer régulièrement, presque quotidiennement, la Station spatiale internationale.

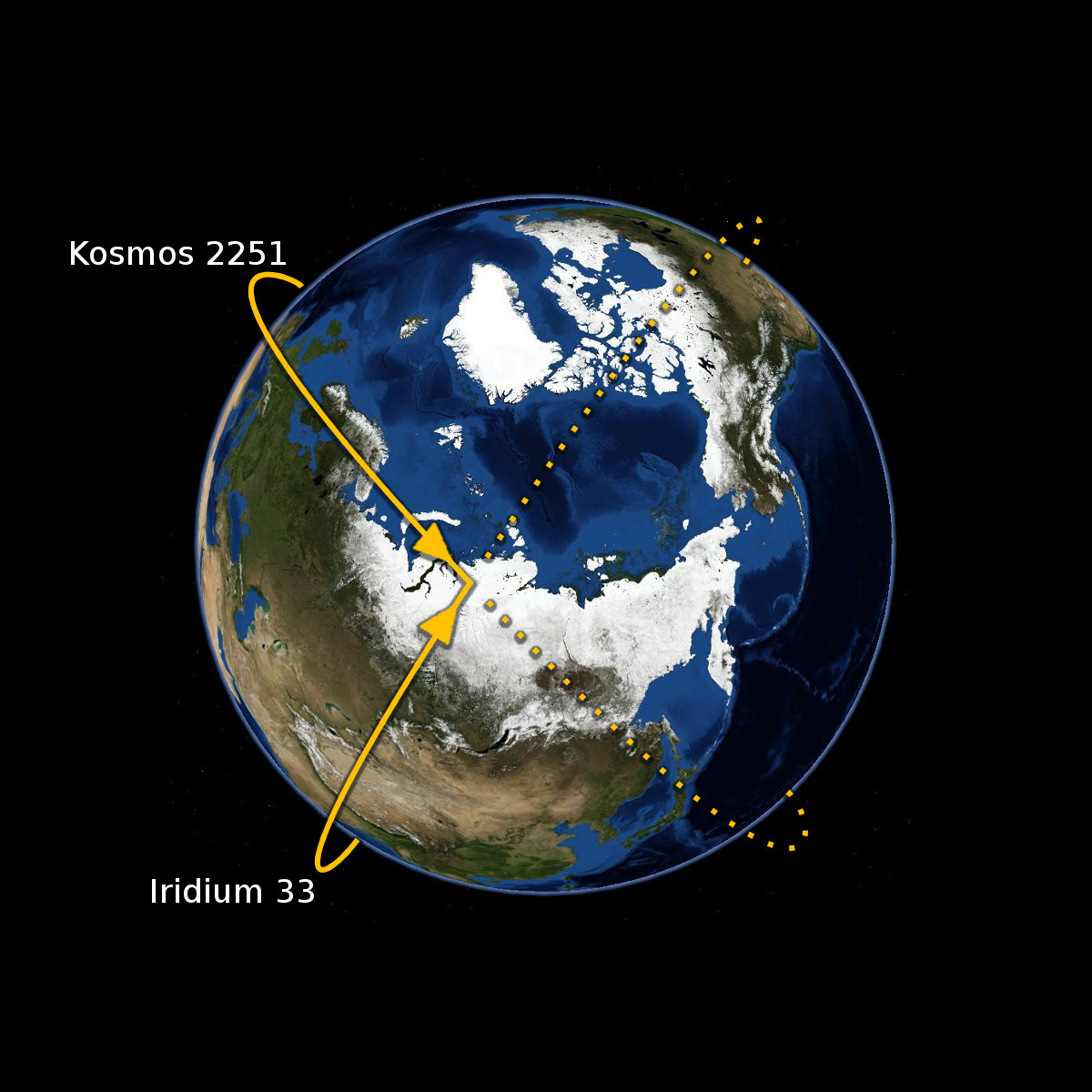
Point de collision
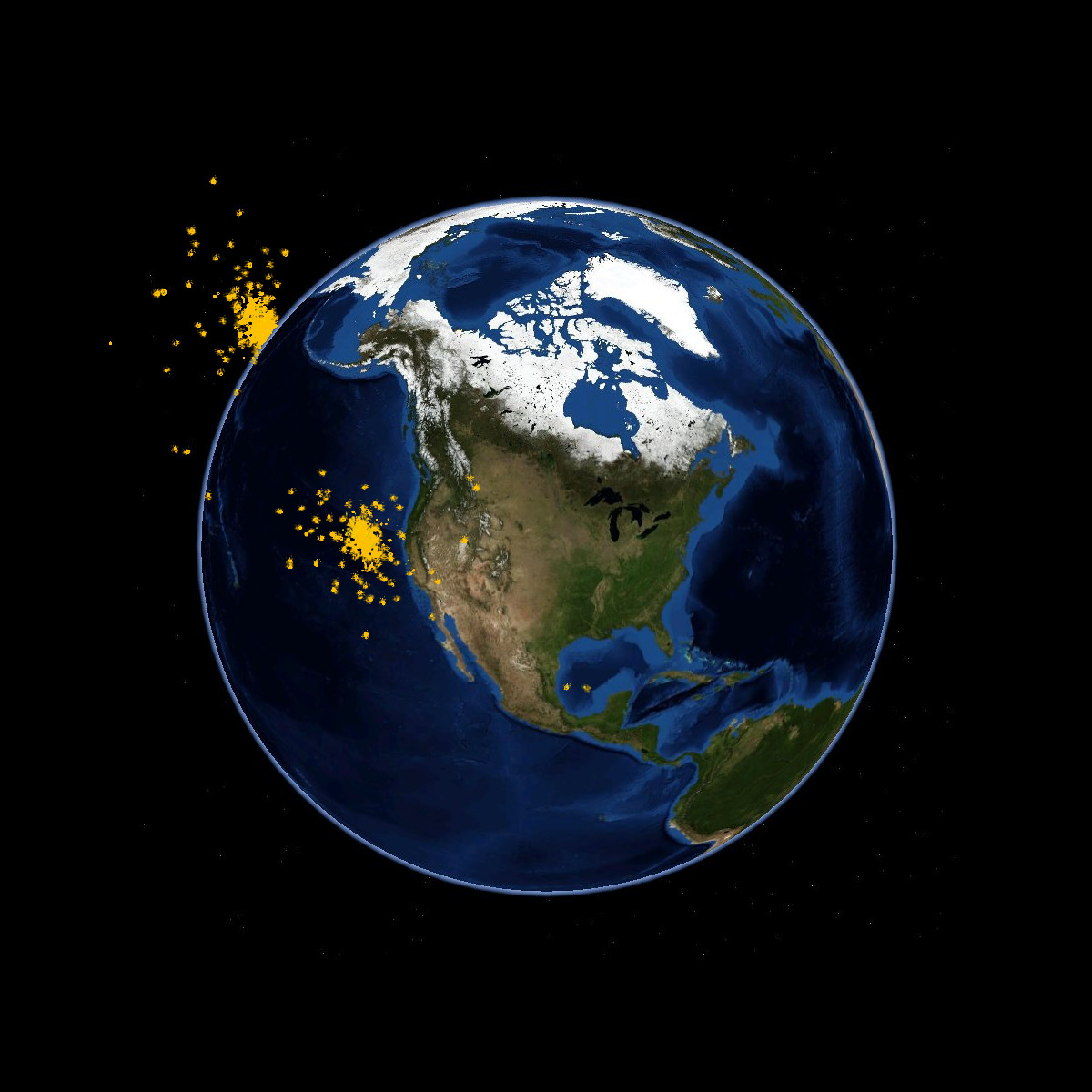
Champs de débris après 20 minutes
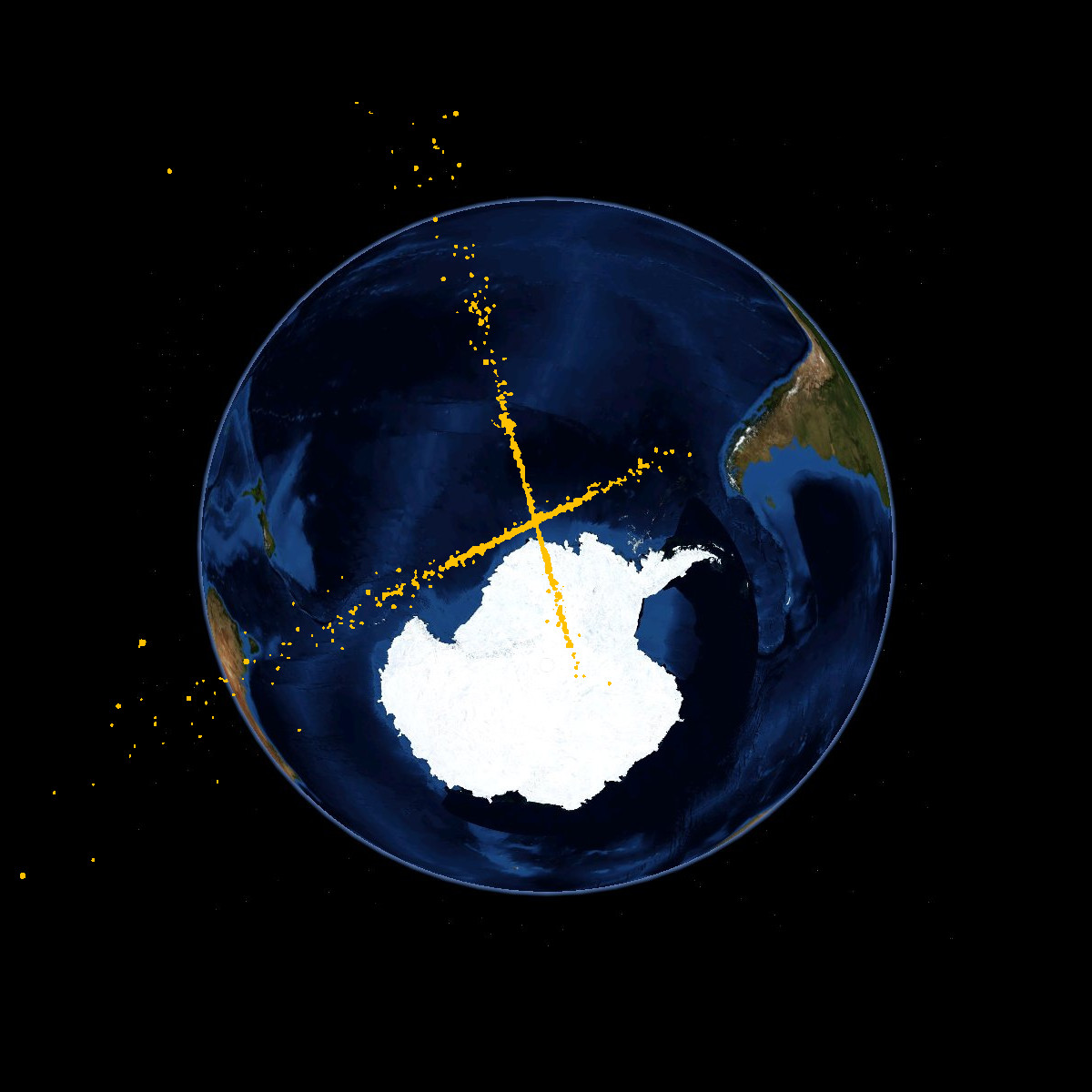
Champs de débris après 50 minutes